# Patrik Ćavar
Patrik Ćavar, né le 24 mars 1971 à Metković, est un ancien handballeur croate évoluant au poste d'ailier ou d'arrière gauche, puis de demi-centre à la fin de sa carrière. Il est notamment champion olympique en 1996 et quintuple vainqueur de la Ligue des champions.

## Biographie

### Parcours en club
Patrik Ćavar commence sa carrière au RK Metković avant de rejoindre en 1989 le RK Borac Banja Luka, club phare d'une Yougoslavie qui domine la planète handball. Mais, les résurgences nationalistes qui apparaissent à la fin des années 1980 touchent de plein fouet Banja Luka et le club. Ćavar rejoint alors le RK Zagreb, club qui va dominer le nouveau championnat de Croatie puis l'Europe avec deux victoires en Ligue des champions en 1992 et 1993 suivies de deux finales en 1995 et 1997, s'inclinant face au FC Barcelone. En Croatie, il est élu meilleur joueur du championnat à 5 reprises et termine 4 fois meilleur buteur.
En 1998 et 1999, la finale de la Ligue des champions oppose de nouveau Zagreb et Barcelone, mais Ćavar a rejoint l'Espagne et remporte les deux finales aux dépens de son ancien club. À Barcelone, il remporte également 3 titres de champion d'Espagne ainsi que 8 coupes. Il sera également élu meilleur joueur du championnat en 1999.
En 2001, il signe au BM Granollers et y évolue jusqu'en 2005. À l'intersaison, il rentre en Croatie au RK Agram Medveščak Zagreb mais en novembre, il signe dans le club français de SMV Vernon Saint-Marcel, alors en D2, dans le but d'aider le club à accéder à l'élite Après avoir attendu quelques semaines pour que son contrat soit validé, il permet au club de terminer champion de D2 et ainsi d'accéder à l'élite. Toutefois, le club ne restera qu'une saison au plus niveau, le club terminant à la 13e place du championnat. Ćavar met alors un terme à sa carrière.

### Parcours en équipe nationale
Ćavar est tout d'abord sélectionné à 45 reprises en équipe de Yougoslavie junior et remporte la médaille de bronze au mondial junior de 1989 en Espagne. 
En 1993, il connait la première de ses 120 selections en équipe nationale de Croatie et remporte l'or aux Jeux méditerranéens de 1993 en Languedoc-Roussillon.
Puis il prend part à la montée en puissance de la Croatie : médaille de bronze au Championnat d'Europe 1994, médaille d'argent au Championnat du monde 1995 et enfin la consécration avec le titre olympique en 1996 à Atlanta, compétition où il est le meilleur buteur et meilleur ailier gauche.
Régulièrement sélectionné les années suivantes, la sélection croate ne remporte toutefois pas de nouvelles médailles et à cause de blessures, Ćavar n'a pas pu participer au Championnat du monde 2003 et aux Jeux olympiques de 2004 où, emmenée par Ivano Balić, la Croatie remporte l'or.

## Palmarès de joueur

### Club
Compétitions internationales
- Vainqueur de la Ligue des champions (5) : 1992, 1993 (avec Badel 1862 Zagreb); 1998, 1999, 2000 (avec FC Barcelone)
  - Finaliste en 1995, 1997 (avec RK Zagreb) ; 2001 (avec FC Barcelone)
- Vainqueur de la Supercoupe d'Europe (4) : 1993 (avec RK Zagreb); 1997, 1998, 1999 (avec FC Barcelone)

Compétitions nationales
- Vainqueur du Championnat de Yougoslavie (1) : 1991
- Vainqueur du Championnat de Croatie (6) : 1992, 1993, 1994, 1995, 1996 et 1997
- Vainqueur de la Coupe de Croatie (6) : 1992, 1993, 1994, 1995, 1996 et 1997
- Vainqueur du Championnat d'Espagne (3) : 1998, 1999, 2000
- Vainqueur de la Coupe du Roi (2) : 1998, 2000
- Vainqueur de la Coupe ASOBAL (2) : 2000, 2001
- Vainqueur de la Supercoupe d'Espagne (3) : 1997, 1999, 2000
- Vainqueur du Championnat de France de Division 2 (1) : 2006

### Sélection nationale
Jeux olympiques
- Médaille d'or aux Jeux olympiques de 1996 à Atlanta, États-Unis

Championnat du monde
- Médaille d'argent au Championnat du monde 1995, Islande
- 13e place au Championnat du monde 1997, Japon
- 10e place au Championnat du monde 1999, Égypte
- 9e place au Championnat du monde 2001, France

Championnat d'Europe
- Médaille de bronze au Championnat d'Europe 1994, Portugal
- 5e place au Championnat d'Europe 1996, Espagne
- 8e place au Championnat d'Europe 1998, Italie

Autres
- Médaille de bronze au Championnat du monde junior 1989
- Médaille d'argent aux Goodwill Games de 1990
- Médaille d'or aux Jeux méditerranéens de 1993 en Languedoc-Roussillon

### Récompenses individuelles
Compétitions internationales
- Élu meilleur ailier gauche des Jeux olympiques de 1996
- Meilleur buteur des Jeux olympiques de 1996
- 2e meilleur buteur du Championnat d'Europe 1996

Compétitions nationales
- Élu meilleur joueur du Championnat de Croatie (5) : 1993, 1994, 1995, 1996 et 1997
- Élu meilleur joueur du Championnat d'Espagne (1) : 1999
- Meilleur buteur du Championnat de Yougoslavie (1) : 1990-91
- Meilleur buteur du Championnat de Croatie (4)
- Nommé dans l'élection du meilleur handballeur de l'année 1998

Divers
- Prix Franjo Bučar (en)
- Élu handballeur croate de l'année en 1994, 1997 et 2000
- Deuxième meilleur buteur de l'équipe de Croatie avec 639 buts marqués
- Meilleure moyenne en équipe de Croatie avec 5,33 buts marqués par match

## Anecdotes
Reconnu pour son talent, Ćavar a suscité l'admiration de nombreux joueurs tels Nikola Karabatic ou Mohamed Mokrani